# گیلبرت استرنگ
ویلیام گیلبرت استرنگ (متولد ۲۷ نوامبر سال ۱۹۳۴) که گیلبرت استرنگ یا گیل استرنگ هم نامیده می‌شود یک ریاضیدان آمریکایی است که در نظریه المان محدود، حساب تغییرات، آنالیز موجک و جبر خطی مشارکت داشته‌است. وی مشارکت بسزایی در آموزش ریاضی شامل انتشار هفت کتاب درسی ریاضی و یک تک نگاری است. وی پروفسور ریاضی مت ورکس در موسسه تکنولوژی ماساچوست است. وی دروس جبر خطی و علوم محاسباتی و مهندسی تدریس می‌کند و ویدئوهای سخنرانی‌های خود را رایگان در دسترس قرار داده‌است. پروفسور استرنگ به خاطر سبک بیان بی نظیرش که هم آموزنده و هم هیجان‌آور است به خوبی شناخته شده‌است.
او در ۱۵ نوامبر ۲۰۲۳ با آخرین درس گفتار خود با موضوع جبر خطی و یادگیری از داده در دانشگاه MIT بازنشسته شد.

## تحصیلات
- لیسانس علوم ۱۹۵۵ از ام آی تی
- لیسانس هنر، ارشد هنر ۱۹۵۷
- دکتری، ۱۹۵۹ از دانشگاه کالیفرنیا لس آنجلس با رساله‌ای تحت عنوان روش‌های تفاضلی برای مسائل مقدار مرزی مختلط

## موقعیت در دانشگاه
- استاد ریاضیات دانشگاه ام‌آی‌تی (از ۱۹۶۲)
- همکار افتخاری در کالج بالیول، آکسفورد

## جوایز و افتخارات
- محقق رودز (۱۹۵۵)
- Alfred P. Sloan همکار (۱۹۶۶–۱۹۶۷)
- Chauvenet جایزه‌های انجمن ریاضی آمریکا (۱۹۷۶)
- استاد افتخاری شیان Jiaotong Universityچین (۱۹۸۰)
- آکادمی علوم و هنر آمریکا (۱۹۸۵)
- همکار افتخاری کالج بالیول دانشگاه آکسفورد (۱۹۹۹)
- عضو افتخاری انجمن ریاضی ایرلند (۲۰۰۲)
- جایزه برای خدمات برجسته حرفه‌ای به انجمن ریاضیات کاربردی و صنعتی(۲۰۰۳)
- جایزه لستر فورد (۲۰۰۵)[۶]
- مدال فون نویمان انجمن مکانیک محاسباتی آمریکا ۲۰۰۵
- Haimo جایزه انجمن ریاضی آمریکا (۲۰۰۶)
- Su Buchin جایزه کنگره بین‌المللی (ICIAM, 2007)
- Henrici جایزه (۲۰۰۷)
- آکادمی ملی علوم (۲۰۰۹)
- دکتر Honoris Causa دانشگاه تولوز (۲۰۱۰)
- همکار از انجمن ریاضی آمریکا (2012)[۷]
- دکتر Honoris Causaهای Aalborg University (2013)
- شخص از جامعه صنعتی و ریاضی کاربردی (2009)[۸]

## انتشارات

### کتاب و تک نگاری
1. معادلات دیفرانسیل و جبر خطی (زمستان 2014) http://math.mit.edu/dela/
2. مقالاتی در جبر خطی (۲۰۱۲)
3. الگوریتم‌هایی در موقعیت‌یابی جهانی ۲۰۱۲)
4. علوم محاسباتی و مهندسی
5. جبر خطی، نقشه‌برداری و جی پی اس ۱۹۹۷
6. موجک‌ها و بانک‌های فیلتر با Truong Nguyen (1996)
7. آشنایی با جبر خطی (۱۹۹۳، ۱۹۹۸، ۲۰۰۳، ۲۰۰۹، ۲۰۱۶)
8. حساب دیفرانسیل و انتگرال (۱۹۹۱، ۲۰۱۰)
9. جبر خطی و کاربردهای آن (۱۹۷۶، ۱۹۸۰، ۱۹۸۸، ۲۰۰۵)
10. Introduction to Applied Mathematics. Wellesley, MA: Wellesley-Cambridge Press. 1986. pp. xii+758. MR 0870634. {{cite book}}: Cite has empty unknown parameter: |1= (help)
11. آنالیز روش المان محدود با جورج فیکس (سال ۱۹۷۳ ۲۰۰۸)